# Peugeot Expert
Peugeot Expert je užitkový automobil, který se vyrábí od roku 1995. Od roku 2016 se vyrábí třetí generace vozu.

## Peugeot Expert I. (1995–2007)
Vyráběl se mezi lety 1995 až 2007. Modernizován byl v roce 2004. Technicky i vzhledově je shodný s automobily Fiat Scudo a Citroën Jumpy v první generaci. K dispozici byla spousta variant modelu, například furgon (tzn. skříňová dodávka), prodloužený furgon nebo verze pro přepravu osob.

## Peugeot Expert II. (2007–2016)
Vyráběl se od 2007 do 2016. Technicky i vzhledově byl shodný s automobily Fiat Scudo a Citroën Jumpy v druhé generaci. Od roku 2012 vznikal i vůz Toyota ProAce, který byl součástí této výrobní rodiny.

## Peugeot Expert III. (2016-)
Třetí generace Peugeotu Expert vzniká od roku 2016 společně s technicky shodnými automobily Citroën Jumpy a Toyota ProAce. Od roku 2019 vznikají i další technicky shodné automobily Opel/Vauxhall Vivaro, od roku 2021 i automobily Fiat Scudo. Verze osobního automobilu dostala pojmenování Peugeot Traveller (u ostatních značek pak Citroën Spacetourer, Toyota ProAce Verso, Opel/Vauxhall Zafira Life, Fiat Ulysse).